# Cannon Street
Pour la gare ferroviaire dans son ensemble, voir Gare de Cannon Street.
Pour la station de métro, voir Cannon Street (métro de Londres).

Cannon Street est une rue du sud de la Cité de Londres.

## Situation et accès

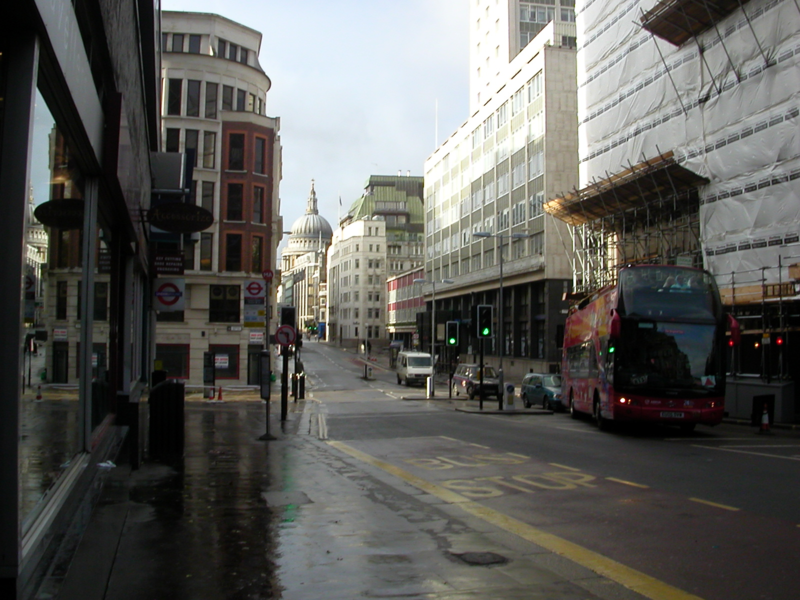
Cannon Street en 2006.

Cette voie parallèle à la Tamise et distante de la rivière d'environ 250 m débute à la cathédrale Saint-Paul en direction de l'est, croise Queen Victoria Street près de la station de métro Mansion House puis Cannon Street — la gare de Cannon Street — et enfin King William Street et Gracechurch Street près de la station Bank and Monument.

## Origine du nom

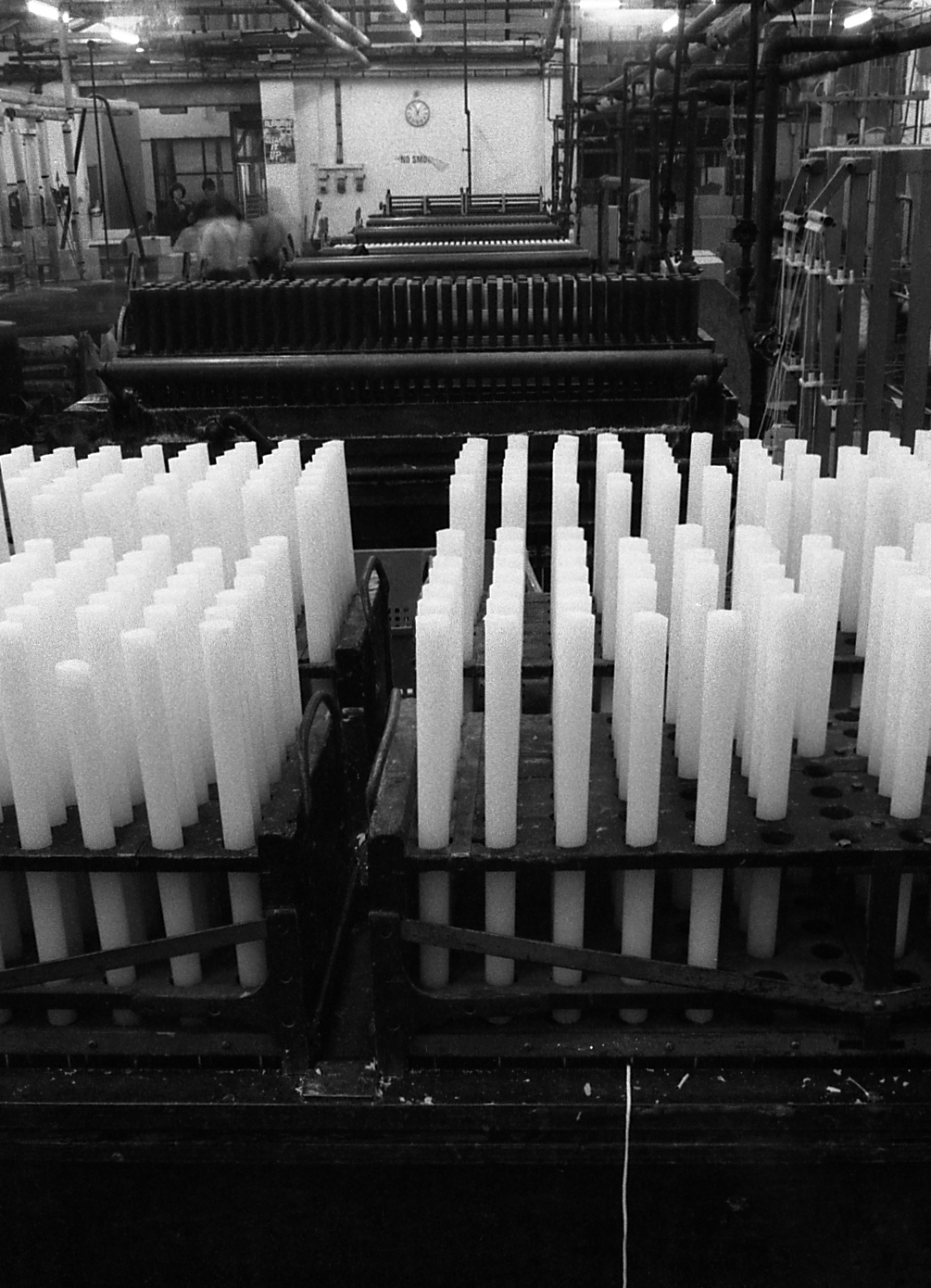
Fabrication des bougies.

Le nom de la rue n'a rien à voir avec les fusils ; il apparaît vers 1187 sous la forme Candelwrichstrete, ce qui signifie en vieil anglais « Rue des chandeliers ».
Il existe une rue à Birmingham qui, d'après les archives de la Birmingham Central Library, est nommée d'après cette rue de la Cité de Londres. 
Une rue à Glasgow, Candleriggs, a un nom de la même origine et signification.

## Historique
Au début du XIXe siècle, Cannon Street était bordée d'entrepôts .
La pierre de Londres était à l'origine située au milieu de Cannon Street mais elle repose maintenant sur le côté de la rue. De 1678 jusqu'à 1961, elle était installée sur le mur extérieur d'une église qui s'appelait Saint Swithin London Stone. Dessinée par Christopher Wren, cette église était un très bon exemple de son travail originel ; pendant le Blitz de 1940, l'édifice fut en grande partie détruit puis démoli en 1962.